# والتر ايتان
والتر ايتان (بالعبرية: ולטר איתן‏) هو مؤلف ودبلوماسي وكاتب إسرائيلي، ولد في 24 يوليو 1910 في ميونخ في ألمانيا، وتوفي في 23 مايو 2001 في القدس في إسرائيل.